# Apogon dianthus
Apogon dianthus är en fiskart som beskrevs av John Fraser och Randall 2002. Apogon dianthus ingår i släktet Apogon och familjen Apogonidae. Inga underarter finns listade i Catalogue of Life.